# مازدا بروسيد مارف
مازدا بروسيد مارف (بالإنجليزية: Mazda Proceed Marvie) هي سيارة من تصنيع شركة مازدا.